# Ephyrodes thermisioides
Ephyrodes thermisioides är en fjärilsart som beskrevs av Walker 1866. Ephyrodes thermisioides ingår i släktet Ephyrodes och familjen nattflyn. Inga underarter finns listade i Catalogue of Life.